# Pteronotus paraguanensis
El murciélago bigotudo de Paraguaná (Pteronotus paraguanensis) es un mamífero de la familia de los mormoópidos, endémico de la península de Paraguaná, Venezuela. Toda la población de esta especie, que es reducida, utiliza tres cuevas, una de las cuales ha sido objeto de vandalismo humano en el pasado.Su área de distribución total es inferior a 400 km². En 2008, las cuevas donde se encuentra el murciélago fueron protegidas mediante la creación del Santuario de Vida Silvestre Cuevas de Paraguaná, el primer santuario de vida silvestre de Venezuela.

## Taxonomía
Durante un tiempo existieron dudas de si este taxón representaba una especie o si se trataba de una subespecie del murciélago bigotudo de Parnell.En 2016, un estudio de secuenciación genética apoyaba su categorización como especie.El murciélago bigotudo fue elevado de subespecie a especie en 2008, cuando el estudio de sus rasgos morfológicos confirmó esta hipótesis.

## Conservación

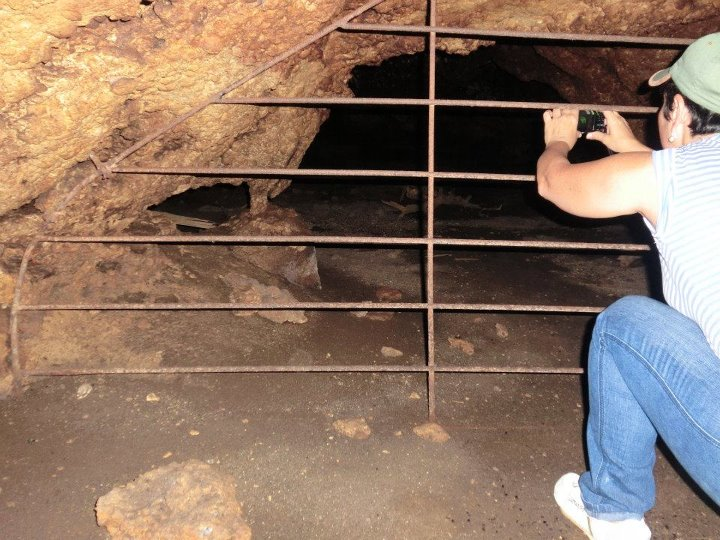
Portón antivandalismo en Santuario de Vida Silvestre Cuevas de Paraguaná

En su evaluación de 2008, la UICN incluyó al murciélago bigotudo de Paraguaná en la lista de especies en peligro crítico. La evaluación de 2016, sin embargo, lo rebajó a la categoría en peligro de extinción.En 2013, Bat Conservation International incluyó a esta especie entre las 35 especies de su lista mundial de prioridades de conservación. En 2015, Bat Conservation International comenzó a recaudar fondos para la adquisición de detectores de murciélagos, con el fin de estudiar mejor el hábitat crítico necesario para la supervivencia de la especie. La especie está especialmente amenazada por la destrucción intencionada por parte de los humanos: en 1997, se encontraron miles de murciélagos muertos en una de las cuevas, después de que los lugareños prendieran fuego a unos neumáticos en su entrada. Algunos venezolanos creen erróneamente que todos los murciélagos son murciélagos vampiros y que, por tanto, deben ser exterminados. Para reducir el vandalismo y proteger a los murciélagos, en 2003 se instaló una puerta en la entrada de una de las cuevas, con huecos suficientemente grandes para que los murciélagos pudieran entrar y salir, pero demasiado pequeños para el paso de personas. Tras la instalación de la puerta, el número de murciélagos que utilizaban la cueva aumentó considerablemente.